# Pablo Guerrero (ciclista)
Pablo Guerrero Bonilla (Coín, Málaga, 20 de marzo de 1992) es un ciclista español que debutó como profesional en 2016 con el equipo RP-Boavista.

## Palmarés
En su palmarés ostenta el Campeonato de España XCM de 2019

## Equipos
- Bicicletas Rodriguez-Extremadura amateur (2013-2015)
- Rádio Popular ONDA Boavista (2016-2017)
- Inteja Dominican Cycling Team (07.2018-12.2018)
- RP-Boavista[3] (2019)
- Burgos-BH[4] (2020)